# 楽清市
楽清市（がくせい-し）は中華人民共和国浙江省に位置する省直轄の県級市であり、しばらく温州市に代理管轄されている。

## 歴史
374年（寧康2年）、東晋により永寧県北部に新たに楽成県が設置された。592年（開皇12年）、隋朝により楽成県は永嘉県に編入されたが、621年（武徳4年）、唐朝により再び楽成県が設置された。
908年（開平2年）、後梁の太祖は父の烈祖朱誠と同音の「成」を忌諱し、楽清県と改称し、中華民国時代まで沿襲された。
1993年9月、県級市に改編される。

## 行政区画
- 街道：城東街道、楽成街道、城南街道、塩盆街道、翁垟街道、白石街道、石帆街道、天成街道
- 鎮：大荊鎮、仙渓鎮、雁蕩鎮、芙蓉鎮、清江鎮、虹橋鎮、淡渓鎮、柳市鎮、北白象鎮、湖霧鎮、南塘鎮、南岳鎮、蒲岐鎮、磐石鎮
- 郷：智仁郷、竜西郷、嶺底郷

## 出身者
- 湯唯 - 女優
- 陳正祥 - 地理学者